# Guo Moruo

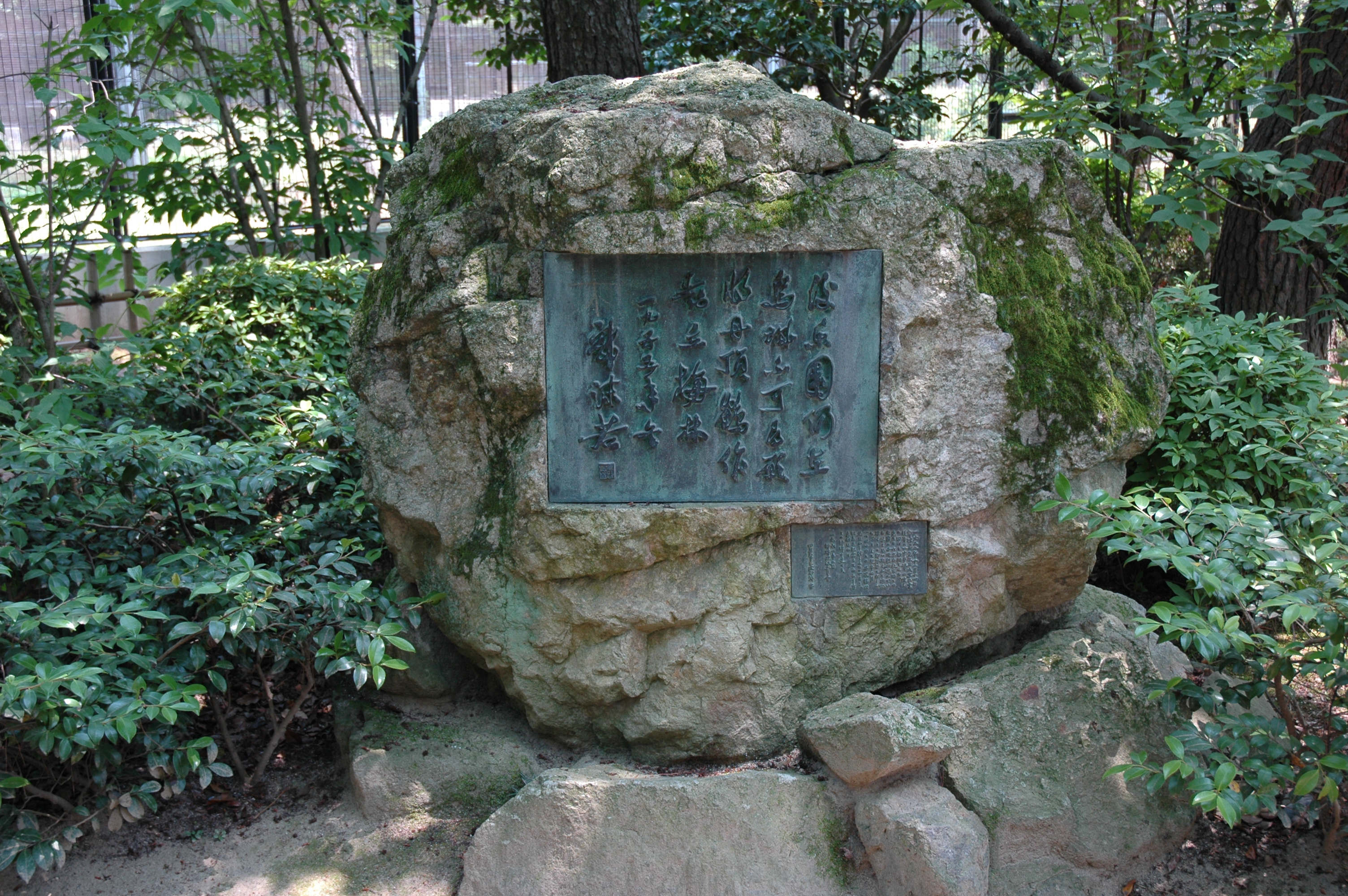
Monumento a Guo Moruo.

Guo Moruo (en chino: 郭沫若, romanizado: Guōmòruò, Wade-Giles: Kuo Mo-jo) (Leshan, China; 16 de noviembre de 1892 - Pekín; 12 de junio de 1978) fue un escritor chino contemporáneo. 
Escritor muy prolífico, fue poeta, dramaturgo y novelista, y escribió también numerosos ensayos sobre historia, arqueología y cultura china. Fue también traductor de escritores occidentales como Goethe o Walt Whitman. Desde su juventud, se identificó con las ideas revolucionarias del Partido Comunista Chino. Tras la proclamación de la República Popular China en 1949, fue reconocido por el régimen comunista como uno de los principales autores de China. Fue presidente de la Academia China de las Ciencias.

## Biografía
Su nombre real era Guō Kāizhēn (chino tradicional: 郭開貞, chino simplificado: 郭开贞), y nació en el pueblo de Shawan, distrito de Leshan, en la provincia de Sichuan, en el seno de una familia de terratenientes. Desde pequeño tuvo acceso a numerosos libros, lo que despertó su interés por la literatura.
En 1914 viajó a Japón, donde empezó a estudiar medicina, carrera que no terminaría al abandonar estos estudios para dedicarse a la literatura. En 1918 comienza a firmar sus poemas con el nombre Moruo, formado por la yuxtaposición de los dos nombres Mo y Ruo, de dos ríos de su tierra, Leshan.
En 1919 sigue con interés desde Japón los acontecimientos del Movimiento del Cuatro de Mayo, que tendrá una influencia decisiva sobre la carrera literaria de Guo. En 1921 vuelve a China y publica su libro de poemas Las Diosas, en un estilo innovador que tendrá una gran aceptación. Ese mismo año, junto con otros intelectuales como Yu Dafu, participa en la fundación de la Sociedad de la Creación (創造社 / 创造社 chuàngzàoshè), que promueve la literatura en lengua vernácula y siguiendo estilos nuevos.
Entre 1928 y 1937 vuelve a residir en Japón. Tras volver a China, se implica en la lucha del Partido Comunista Chino, primero contra la invasión japonesa, y después contra el Gobierno nacionalista de Chiang Kai-shek. En 1942 publica su obra de teatro Qu Yuan, sobre el poeta del mismo nombre del periodo de los Reinos Combatientes.
En 1949, los comunistas ganan la guerra civil china y se establece la República Popular China. Guo Moruo se instala en Pekín, donde ocupará numerosos cargos en las principales instituciones culturales de la República Popular. Fue Presidente de la Academia China de las Ciencias desde la creación de esta en 1949 hasta su fallecimiento en 1978.

## Obra
Los escritos de Guo Moruo superan el millón de palabras, que se recopilan en 38 volúmenes de "Las obras completas de Guo Moruo", que se dividen en literatura (20 volúmenes, publicados por People's Literature Publishing House), historia (8 volúmenes, publicados por People's Publishing House) y arqueología (10 volúmenes, publicados por People's Literature Publishing House). Publicado por China Science Press), pero todavía hay una gran cantidad de artículos perdidos que no se han incluido.

### Poesía
Los nuevos poemas de Guo Moruo han logrado avances en el lenguaje. El tiempo de escritura de su novela debut "Diosa" es el mismo período que la "Colección de intentos" de Hu Shi, e incluso el tiempo de publicación es seguido de cerca por la "Colección de intentos" de Hu Shi, por lo que generalmente se cree que Guo Moruo y Hu Shi son lo mismo, el fundador de la nueva poesía china. Algunos poetas más jóvenes fueron más allá. Por ejemplo, en "El espíritu de la era de la diosa" de Wen Yiduo, él creía que la creación de poesía de Guo Moruo superaba en gran medida a la de Hu Shi. Sin embargo, algunos investigadores creen que los poemas de Guo suelen ser impacientes por leer, vanidosos, románticos y promiscuos. Su famoso poema "Diosa" fue influenciado por el poeta estadounidense del siglo XIX Whitman. Si bien las oraciones de verso libre de Whitman son largas y coloquiales, el poema "Diosa" también enfatiza el ritmo, repitiendo palabras específicas en cada línea para resaltar el ritmo en lugar de la rima.
- Las Diosas (女神 nǚshén), 1921.

### Teatro
- Qu Yuan (屈原 Qū Yuán), 1942.

## Distinciones honoríficas
- Premio Lenin de la Paz (Unión Soviética, 1951).
- Medalla conmemorativa del 2500 Aniversario del Imperio de Irán (Imperio de Irán, 14/10/1971).[1]